# Фарвел (Минесота)
Фарвел (енгл. Farwell) град је у америчкој савезној држави Минесота.

## Демографија
По попису из 2010. године број становника је 51, што је 6 (-10,5%) становника мање него 2000. године.
| Група             | 2000.       | 2010.       |
| Белци             | 57 (100,0%) | 51 (100,0%) |
| Афроамериканци    | 0 (0,0%)    | 0 (0,0%)    |
| Азијати           | 0 (0,0%)    | 0 (0,0%)    |
| Хиспаноамериканци | 0 (0,0%)    | 0 (0,0%)    |
| Укупно            | 57          | 51          |